# Cinetose
Cinetose, também chamada  de enjoo do movimento e mal do movimento é um distúrbio ou condição que se caracteriza pela sensação de sintomas neurovegetativos ( náusea, vômitos, sudorese, palidez e hiper salivação)  induzido por deslocamentos a bordo de um veículo terrestre, marítimo, aéreo  e ou espacial.   O enjoo do movimento é resultante do conflito de informações  sensoriais vestibulares, visuais e proprioceptivas durante a movimentação passiva em veículos ou à movimentação do campo visual com o corpo imóvel. Pode ocorrer em crianças e adultos.

## Causas
A cinetose é causada por uma perturbação no reconhecimento do movimento feito pelo sistema vestibular, pois o corpo está parado, mas o ambiente está em movimento, gerando conflito de informações e perturbação do equilíbrio corporal.
O mal-estar pode surgir em qualquer atividade que exija movimento, não apenas na utilização de veículos como também quando se anda a pé, ou se faz exercício físico. Pode também ser desencadeado por filmes e programas de televisão que tenham muitas cores brilhantes, movimento e alterações de foco. Jogos eletrônicos 3D com visão em primeira pessoa, devido a movimentação rápida e brilho da tela, também são fatores que desencadeiam crises de cinetose. Os sintomas são desencadeados pela movimentação, que causa um estímulo exagerado do labirinto, mas alguns dos efeitos podem surgir horas depois da atividade que os desencadeou e serem agravados pela continuidade do movimento.

## Sinais e sintomas
Além da náusea, a cinetose tem vários outros sintomas. São eles:
- Perda de equilíbrio
- Problemas de memória
- Raciocínio lento
- Sudorese (Suor excessivo)
- Nistagmo (Dificuldade em focalizar o olhar)
- Enxaqueca (Dores de cabeça)
- Visão borrada, duplicada ou fora de foco
- Palidez
- Vertigens
- Fadiga (Cansaço)
- Perda da noção de profundidade

Assim, enquanto está em um veículo em movimento, o indivíduo afetado tem dificuldade de ler, assistir TV, utilizar um tablet e em outras atividades que requerem concentração e foco.

## Tratamento da cinetose
O tratamento é feito através de exercícios de Terapia de reabilitação vestibular, podendo também ser usada de medicação específica para diminuição dos sintomas.
A terapia de reabilitação é realizada pelo fonoaudiólogo ou por fisioterapeuta após o diagnóstico médico.
A escopolamina pode ser utilizada como tratamento, por ser uma droga antimuscarínica que age no sistema nervoso central, aliviando assim sintomas de enjoo e náuseas.
O médico responsável pelo diagnóstico é um otorrinolaringologista, mas, devido aos sintomas difusos, o paciente costuma ser atendido por diversos especialistas, sem sucesso, até receber o diagnóstico correto.